# Melanie Müller

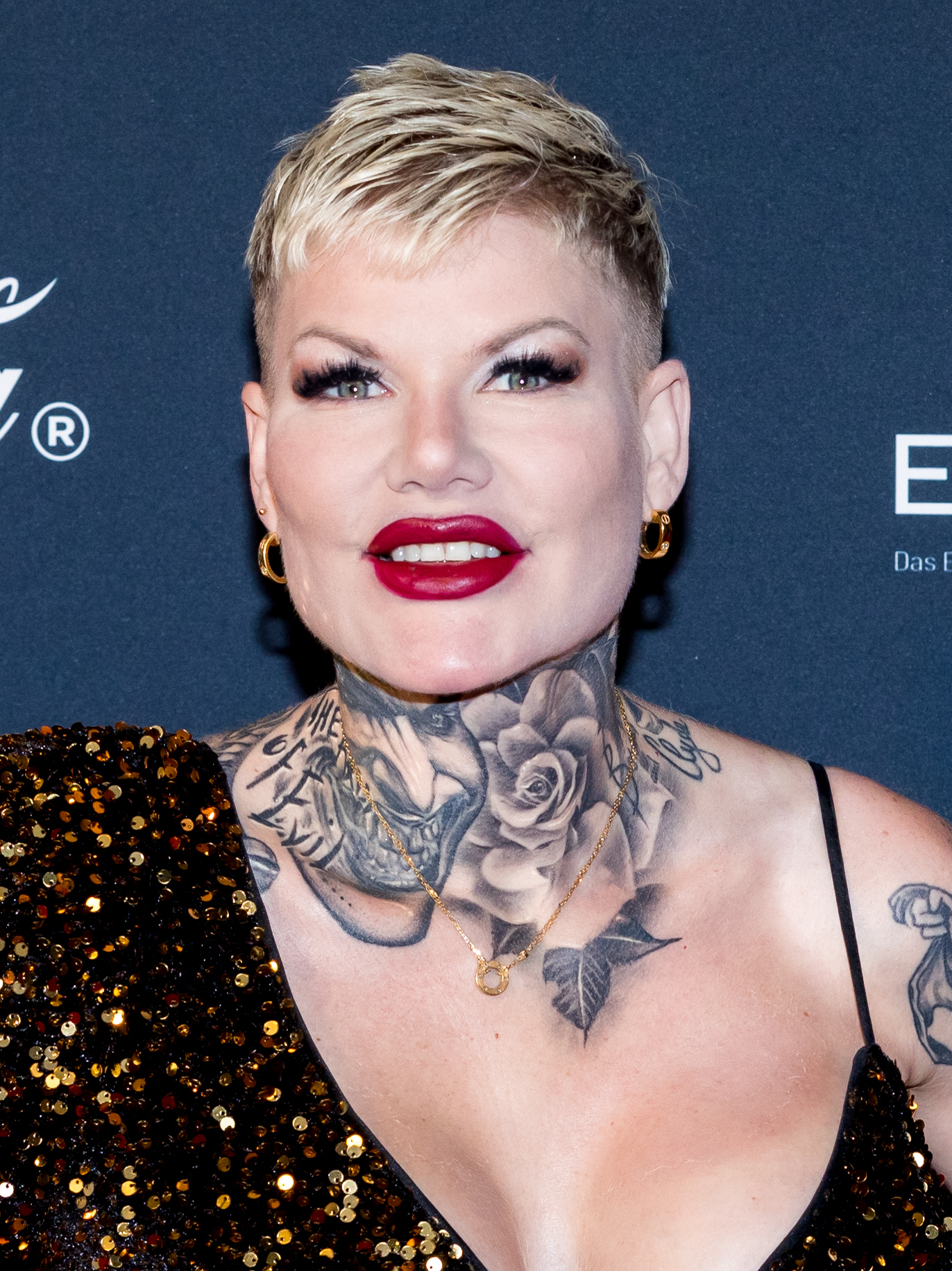
Melanie Müller, 2024

Melanie Müller (bürgerlich Melanie Blümer; * 10. Juni 1988 in Oschatz) ist eine deutsche Reality-TV-Teilnehmerin, Partyschlagersängerin und ehemalige Pornodarstellerin. Sie gewann 2014 die achte Staffel von Ich bin ein Star – Holt mich hier raus! sowie 2021 die neunte Staffel von Promi Big Brother.

## Leben
Müller wuchs ab 1990 in Grimma auf. Nach ihrer schulischen Ausbildung absolvierte sie von 2005 bis 2009 eine Berufsausbildung als Restaurantfachfrau und Barkeeperin. Anschließend arbeitete sie unter dem Pseudonym Cataleya Young als Erotik-Fotomodell und war zeitweise bei einer Begleitagentur tätig. 2011 wirkte sie unter dem Pseudonym Scarlet Young als Darstellerin in mehreren Pornofilmen einer Schweizer Produktionsfirma mit, von denen zwei beim Sender Blue Movie ausgestrahlt wurden. Auf Mallorca arbeitete Müller als Prostituierte.
2012 nahm sie an einer auf Mallorca gedrehten Wochenausgabe der VOX-Kochshow Das perfekte Dinner teil. Erste Aufmerksamkeit als Reality-TV-Darstellerin erzielte sie 2013 als Kandidatin bei der dritten Staffel von Der Bachelor. Seitdem trat sie in weiteren Reality-Shows im Privatfernsehen auf und hatte zudem beim ZDF eine Nebenrolle in einer im Jahr 2013 ausgestrahlten Folge der Krimiserie SOKO Leipzig sowie zwei Talkshow-Auftritte. Außerdem betätigte sie sich seit 2013 als Schlagersängerin und veröffentlichte seither mehrere Singles. Ein Jahr später erreichte sie bei der Reality-Show Ich bin ein Star – Holt mich hier raus! von RTL den ersten Platz.
Daneben betreibt sie seit 2013 einen Onlinehandel für Sexspielzeug. Anfang 2014 eröffnete sie zusammen mit einer Freundin eine Boutique in Leipzig, die wenige Monate später wieder geschlossen wurde. Im selben Jahr erschien ihr autobiografisches und von der Schriftstellerin Christiane Rousseau bearbeitetes Buch Mach’s Dir selbst, sonst macht’s Dir keiner. Müller tritt darüber hinaus als Sängerin mit dem Circus Erotica in Clubs auf und singt u. a. in den Diskotheken Bierkönig und Oberbayern auf Mallorca. Im April 2017 eröffnete sie in S’Arenal zwischen Balneario Nummer 7 und 8 auf Mallorca einen Bratwurststand, an dem sie mehrmals in der Woche an der Theke stand. Im März 2024 wurde der Stand geschlossen. 2020 nahm sie an der Realityshow Like Me – I’m Famous teil und erreichte den zweiten Platz.
Sie heiratete 2014 ihren langjährigen Manager Mike Blümer. Im September 2017 kam eine gemeinsame Tochter, im Oktober 2019 ein gemeinsamer Sohn zur Welt. Ende 2021 reichte sie die Scheidung ein. 2021 war sie als Kandidatin in der Realitysendung Promis unter Palmen zu sehen; die Ausstrahlung wurde nach dem Tod eines Teilnehmers nach zwei Folgen gestoppt. Im August 2021 war sie Kandidatin der neunten Staffel von Promi Big Brother auf Sat.1 und ging als Siegerin hervor.

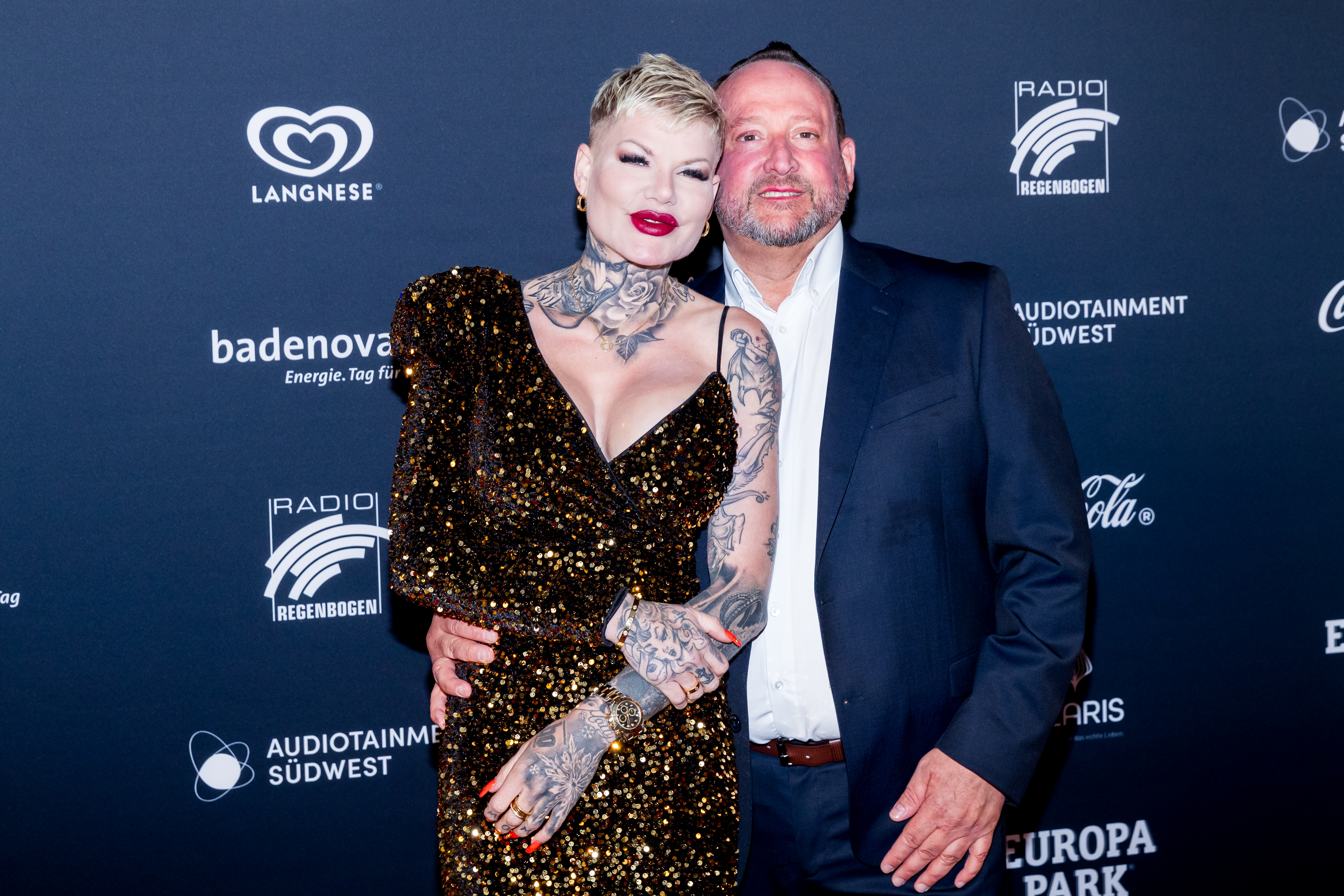
Müller mit ihrem Lebensgefährten Andreas Kunz, 2024

Müllers Lebensgefährte Andreas Kunz, ein Unternehmer aus Leipzig, ist Inhaber der Mela Media Marketing. Diese ist für Müllers Management, die Organisation ihrer Auftritte sowie für Werbe- und Marketingaktivitäten verantwortlich. Recherchen verschiedener Medienhäuser zufolge ist Kunz in der Neonazi-Szene bekannt und Teilhaber des Unternehmens Asgaard Security, das wegen rechtsextremer Aktivitäten Aufmerksamkeit erregt hat (siehe Asgaard-Affären).

## Strafverfahren
Im September 2022 wurden Videoaufnahmen veröffentlicht, die rechtsextreme Parolen bei einem Auftritt in Leipzig zeigen. Beim Publikum handelte es sich um die rechtsextreme Hooligan-Gruppe Rowdys Eastside, wie unter anderem in Berichten lokaler Medien und polizeilichen Ermittlungen dokumentiert ist. Müller distanzierte sich von den Personen im Publikum und von rechtem Gedankengut. 
Kurze Zeit später wurden vom selben Auftritt weitere Aufnahmen von Bild Leipzig veröffentlicht, in denen Müller einige Male den rechten Arm zum Schlachtruf der Leipziger Fußballszene „Ost – Ost – Ostdeutschland!“ in die Höhe reckt. Müller sagte dazu: „Seit elf Jahren stehe ich auf der Bühne und mache immer diese Handbewegungen. Nicht aus rechtsradikalem Hintergrund, sondern ‚Zicke zacke zicke zacke‘, also genau so, wie ich es dort mache.“ Im Oktober 2022 durchsuchte die Polizei deswegen Müllers Leipziger Wohnhaus.
Im Mai 2023 wurde wegen Verwendens von Kennzeichen verfassungswidriger Organisationen Anklage erhoben, nachdem sie bei einem Auftritt den Hitlergruß gezeigt hatte. Im selben Jahr war Müller zu Gast bei einem Boxkampf des Kampfsportzirkels Frontière – Respect of the Streets, bei dem offen rechtsextreme Symbolik gezeigt wurde. Nachfolgend erklärte Müller, dass sie keine Kenntnis von Verbindungen zur Nazi-, Hooligan- oder Rockerszene habe.
Bei einer Wohnungsdurchsuchung bei Melanie Müller und Andreas Kunz wurde im August 2023 Kokain und Ecstasy gefunden.
Im Juli 2024 begann die Hauptverhandlung wegen der rechtsextremen Symbolik und Drogenbesitzes. Im August 2024 wurde sie wegen Zeigens des Hitlergrußes und Drogenbesitzes vom Amtsgericht Leipzig zu einer Geldstrafe von 160 Tagessätzen je 500 Euro verurteilt. Der Verteidiger Müllers legte Rechtsmittel gegen das Urteil ein.
Bei einem Termin am Amtsgericht Leipzig im August 2024 parkte Müller mit einem gefälschten Behindertenausweis des Kreises Recklinghausen auf einem Behindertenparkplatz. Die Behörde kündigte eine Anzeige wegen Betrugs und Urkundenfälschung an.

## Veröffentlichungen
- Mit Christiane Hagn (Bearb.): Mach’s Dir selbst, sonst macht’s Dir keiner – Vom Mauerblümchen zur Dschungelqueen. Eden Books, Hamburg 2014, ISBN 978-3-944296-81-4.

## Filme und Fernsehauftritte

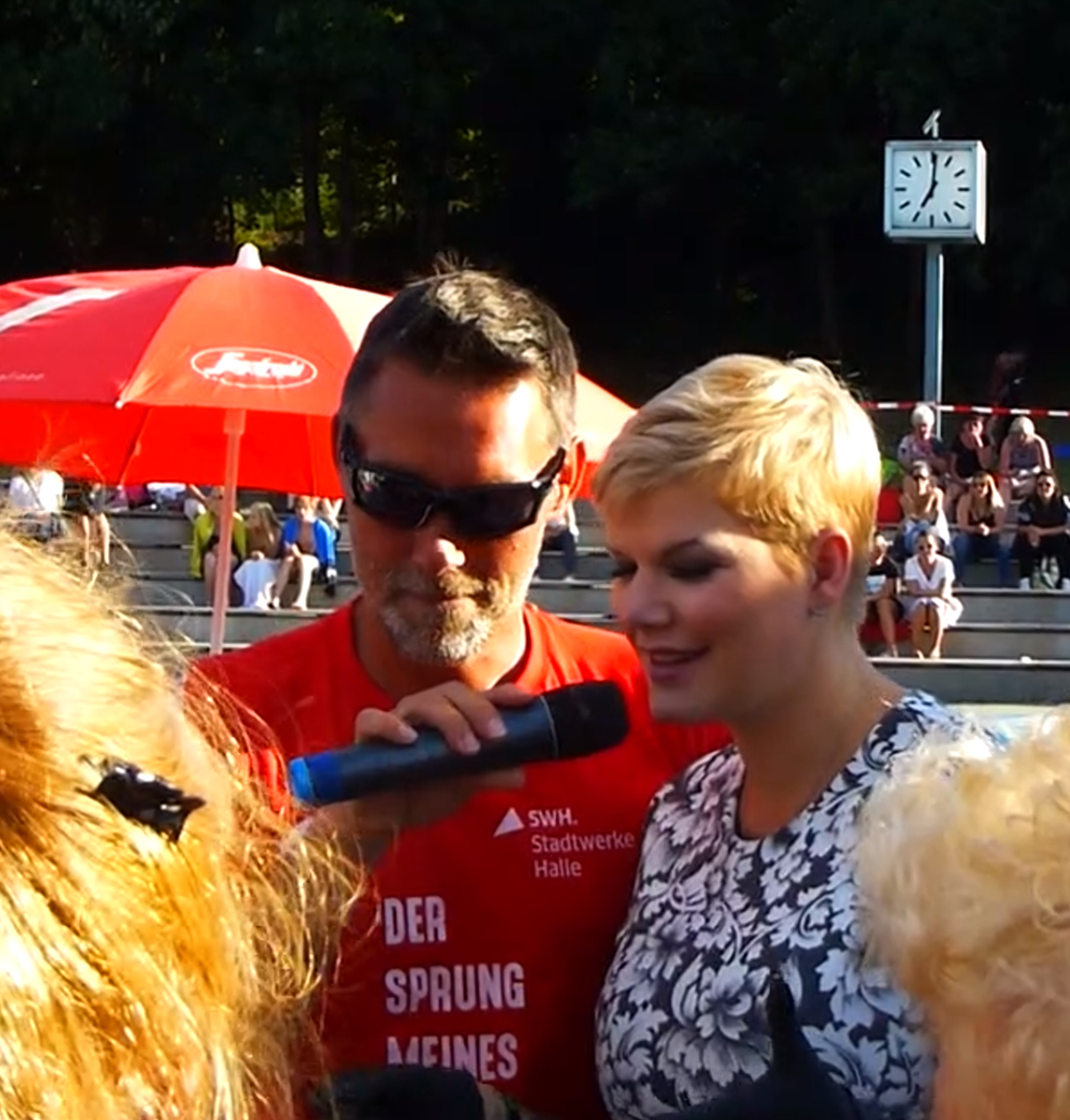
Melanie Müller, 2018

### Pornofilme unter dem PseudonymScarlet Young
- 2011: Mein erster Porno
- 2011: Jetzt will ich mehr!
- 2011: Sexy Lady Gangbang Style
- 2011: SM Abenteuer Lust
- 2011: Scarlet Young – Weiter geht’s!

### Kinofilme
- 2016: Der schwarze Nazi von Tilman und Karl-Friedrich König (2Könige Film; Nebenrolle)

### Fernsehserien
- 2013: SOKO Leipzig (ZDF; Folge Graf Porno; Nebenrolle)

### Fernsehauftritte (Auswahl)
- 2012: Das perfekte Dinner (VOX)
- 2013: Der Bachelor (RTL)
- 2013: Pool Champions (RTL)
- 2013: taff (Wochenserie: Projekt Paradies: Promi-Heilfasten) (ProSieben)
- 2013, 2014: Das perfekte Promi-Dinner (VOX)
- 2013: Familien-Duell (RTL)
- 2014: Exklusiv – Die Reportage (Episode: Sex ist mein Beruf! Melanie Müller ganz intim!) (RTLZWEI)
- 2014: Promi Shopping Queen (VOX)
- 2014: Ich bin ein Star – Holt mich hier raus! (RTL) – Siegerin
- 2014: Promiboxen (ProSieben)
- 2014, 2015: TV total Stock Car Crash Challenge (ProSieben)
- 2014: Grill den Henssler (VOX)
- 2015: Melanie Müller – Dschungelkönigin in Love (RTLZWEI)
- 2015: Ich bin ein Star – Lasst mich wieder rein! (RTL)
- 2016: Die große ProSieben Völkerball Meisterschaft 2016 (ProSieben)
- 2017: Goodbye Deutschland! Die Auswanderer (VOX)
- 2017: Das große Backen – Promispezial (Sat.1)
- 2018: Team Ninja Warrior Germany – Promi Special (RTL)
- 2019: Lass dich überwachen! Die PRISM IS A DANCER Show (ZDF)
- 2020: Like Me – I’m Famous (TVNOW)
- 2020: Die Festspiele der Reality Stars – Wer ist die hellste Kerze? (Sat.1)
- 2021: Promis unter Palmen – Für Geld mache ich alles! (Sat.1)
- 2021: Promi Big Brother (Sat.1) – Siegerin
- 2022: Das Klassentreffen der Dschungelstars (RTL)
- 2022: Ich bin ein Star – Die Stunde danach (RTL)
- 2022: Deutschlands größte Geheimnisse (Kabel Eins, Kommentierende)

## Diskografie
Singles
- 2013: Ob Mann, ob Frau – ich nehm’s nicht so genau
- 2014: Auf geht’s, Deutschland schießt ein Tor
- 2014: Du bist es vielleicht (mit Jürgen Milski)
- 2014: Wir ham doch keine Zeit
- 2014: Das Leben ist ein Krankenhaus
- 2014: Ich bin doch viel zu jung für einen Seitensprung
- 2015: Tanzen
- 2015: Die Evolution ist in Gefahr (Wir müssen poppen) – Melanie Müller & DJ Biene
- 2015: Überall wo wir sind scheint die Sonne – Melanie Müller & DJ Mox
- 2016: Wer sich erinnert … War nicht dabei
- 2016: Ab nach Frankreich – Stefan Stürmer & Melanie Müller
- 2016: Dieses Leben ist geil
- 2017: Ich liebe dich
- 2017: Wir sind Mallorcageil
- 2017: Hallo Welt
- 2017: Beim Après Ski vernasch i Di
- 2018: Gib mir ein M
- 2018: Das eine sag ich Dir Weltmeister werden wir
- 2018: Die Gläser hoch (Wo bleibt der Jäger) – Melanie Müller & DJ Biene
- 2019: Schönsaufen
- 2019: Malle muss laut
- 2019: Gemma zu mir (Oder gemma zu Dir)
- 2020: We love Skifahren – Matty Valentino & Melanie Müller
- 2020: Mit dem Herzen auf Malle – Melanie Müller feat. DJ Robin
- 2020: Pablo der Torero
- 2021: Karl der Große
- 2021: We are Queer – Melanie Müller & Katy Bähm feat. Olivia Jones
- 2021: Schatzi schenk mir ein rotes Pferd
- 2021: Heiko Heiko – Sachsensong feat. Melanie Müller
- 2021: Es kommt alles wieder
- 2021: Für eine Nacht – Melanie Müller, Jörg Draeger
- 2021: Wir sind bergegeil
- 2022: Mamma Mia
- 2022: Hauptsache knallt
- 2023: Ananassaft  – Melanie Müller, Engel B.
- 2023: Blase mir den Schaum vom Bier  – Melanie Müller, Engel B., Bundestrainer Après Ski
- 2024: Ich will... – Melanie Müller x Monchi

## Auszeichnungen
- 2018: Ballermann-Award in der Kategorie „TV/Medien Award weiblich“